# Москаленко (село)
Москаленко (укр. Москаленка) — село в Генической городской общине Генического района Херсонской области Украины.
Население по переписи 2001 года составляло 346 человек. Почтовый индекс — 75553. Телефонный код — 5534. Код КОАТУУ — 6522155703.